# WSS 10
Le WSS 10  (WSS signifie Wendel Schnell Schiff") est un hydroptère qui a été nommé d'après son concepteur, l'ingénieur de construction navale de Hambourg Friedrich Hermann Wendel. Dans les années 50 et 60, il a été utilisé comme véhicule d'essai sur l'Elbe et la Weser.

## Conception
À mesure que la vitesse de l'hydroptère augmente, les ailes sous-marines poussent le navire vers le haut jusqu'à ce que la coque s'élève au-dessus de l'eau et le navire repose entièrement sur les ailes à vitesse maximale. Les hélices au bas des ailerons procurent la propulsion émise par les 3 moteurs à essence développant 180 chevaux.
Même si la technologie des hydroptères n'a pas fait son chemin en Allemagne, le WSS 10 en tôle d'acier est l'une des particularités de la construction navale locale. Par rapport à un avion, tous les ailerons sont très petits, car la portance générée dans l'eau est plusieurs fois plus importante que dans l'air. Dans le même temps, la résistance à la conduite est faible, car la coque émerge alors de l'eau.

### Préservation
En 1972, Friedrich Hermann Wendel a fait don du navire rare au Deutsches Schifffahrtsmuseum de Bremerhaven. En 1976, il a été installé sur le quai  en plein air afin que les ailes réglables avec la commande de l'hélice puissent être vues.
Il est présenté comme navire musée au 
Museumshafen Oevelgönne (port-musée Oevelgönne) à Hambourg.
Il est classé monument historique de Brême (Denkmal).

## Galerie

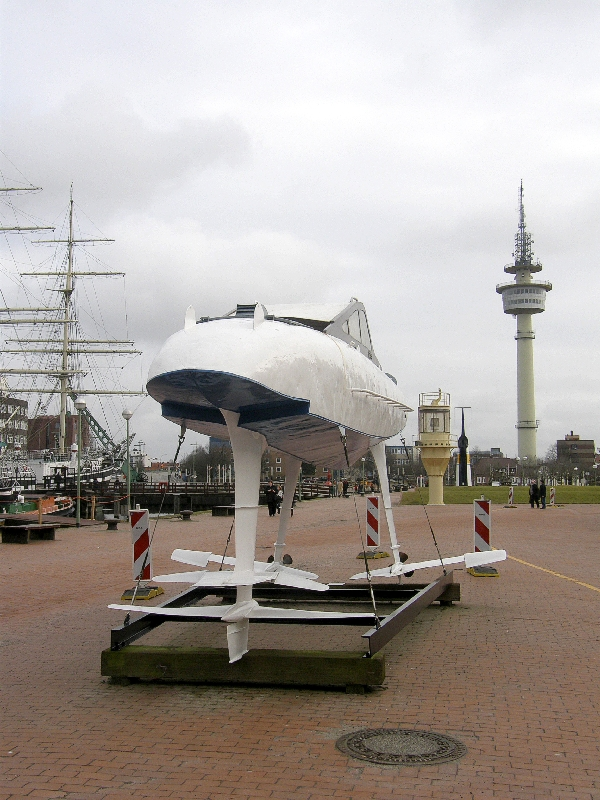
Sur le quai
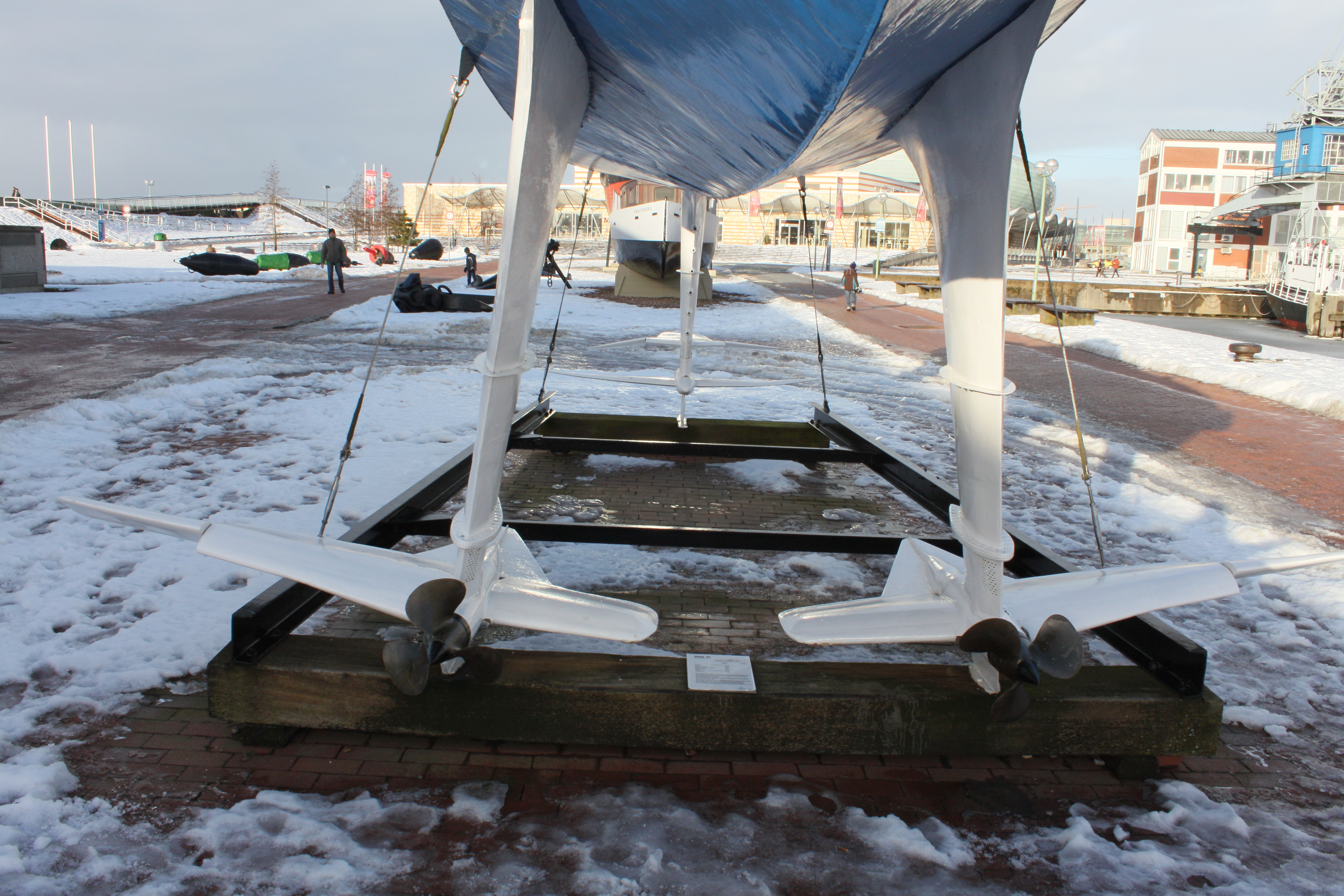
Détail des ailerons et hélices arrières
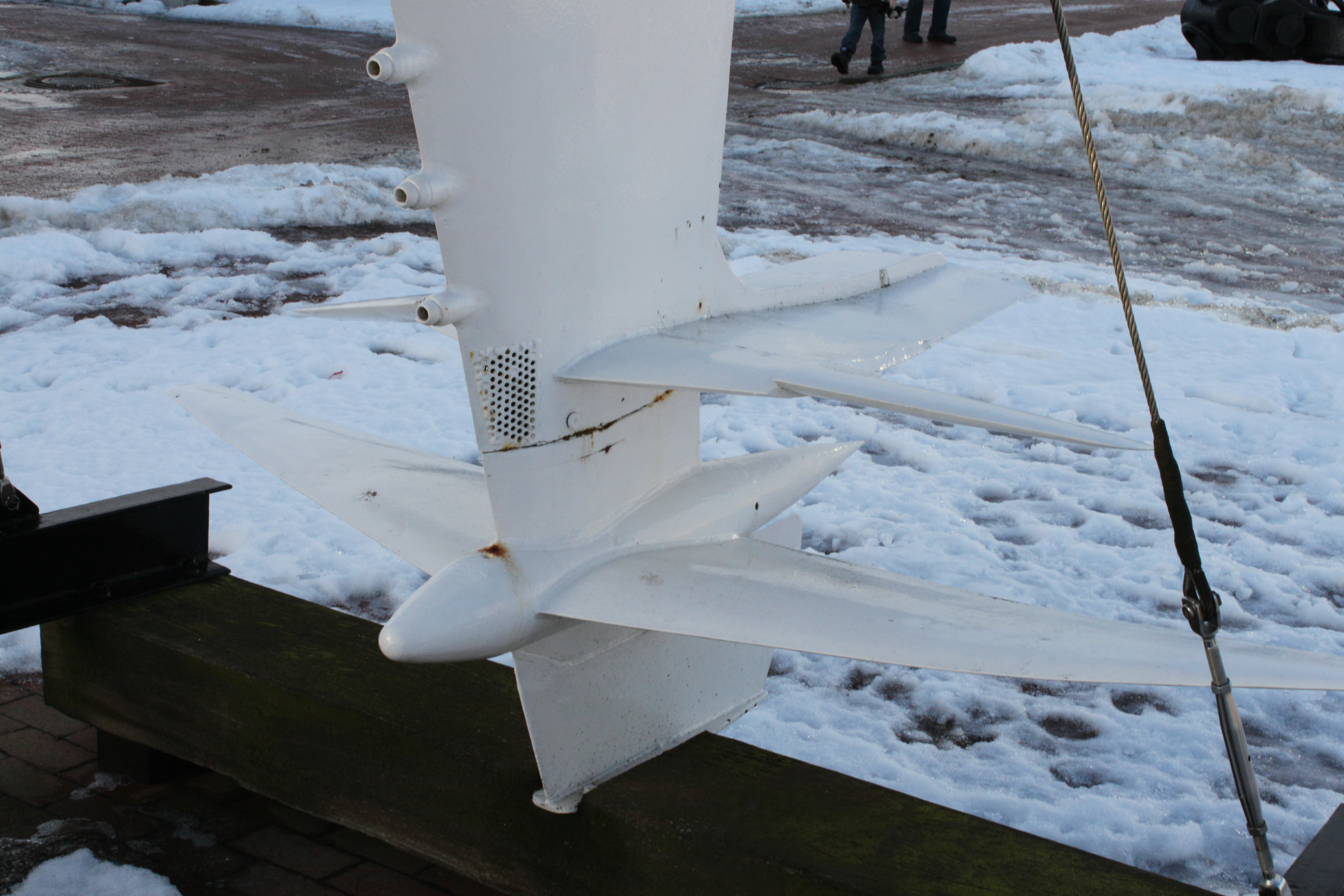
Détail  aileron et hélice avant